# Acetaldehyddehydrogenase
Acetaldehyddehydrogenase er et enzym, der nedbryder den ethanal, der ophober sig i kroppen efter alkoholindtag til ethansyre.